# Coleoxestia rufosemivittata
Coleoxestia rufosemivittata är en skalbaggsart som beskrevs av Friedrich F. Tippmann 1960. Coleoxestia rufosemivittata ingår i släktet Coleoxestia och familjen långhorningar. Inga underarter finns listade i Catalogue of Life.